# Bourbon pointu
Pour les articles homonymes, voir Bourbon.
Coffea arabica var. laurina
Variété
Classification phylogénétique
Le Bourbon pointu est une variété de caféiers obtenue à partir d'une mutation du caféier d'Arabie décrite dès 1711 par Louis Boyvin d'Hardancourt, secrétaire de la compagnie des Indes, en mission à La Réunion. D'abord appelé Café du Roy selon certaines chroniques, il a ensuite été renommé Café Leroy après la Révolution, du nom d'un de ses premiers cultivateurs, mort en 1770. Proscrite en 1718 par la Compagnie des Indes, sa culture reprend vers 1770 avant d'être quasiment décimée en 1880 par une épidémie. Longtemps presque disparue, la culture de cette variété du caféier d'Arabie (Coffea arabica cv. laurina) est relancée au début du XXIe siècle à La Réunion, mais aussi en Guadeloupe et en Nouvelle-Calédonie, dans la perspective d'une production haut de gamme.

## Description

### Botanique
Ce café est obtenu à partir d'une variété du caféier d'Arabie issu d'une mutation appelée « mutation laurina ». Cette variété est elle-même désignée sous le nom scientifique Coffea arabica var. laurina (ou Coffea arabica cv. laurina), et l'on abrège parfois ces notations sous la familière forme binomiale Coffea laurina.
De forme conique et résistant à la sècheresse, le caféier mutant se caractérise par le fait que les cerises qu'il produit sont plutôt pointues, tout comme les grains, qui sont nettement allongés et se terminent également en pointe. On remarque également sa petite taille, ses petites feuilles et des branches latérales minces. Ce nanisme se caractérise moins par le petit nombre des entrenœuds que par la faible longueur de ces derniers.
Pour le reste, des analyses histologiques ont montré que le cultivar donnant le Bourbon pointu présente deux différences majeures le distinguant des caféiers d'Arabie qui permettent la production de café Bourbon. D'abord, il compte moins de cellules, et celles-ci sont plus petites. D'autre part, sa pousse repose sur une mécanique différente. En effet, s'il partage avec la variété d'origine un mode de croissance qui ne concerne que les deux derniers entrenœuds émis par l'apex, il s'en distingue du fait d'une élongation limitée des cellules de l'avant-dernier segment. Ainsi, le cultivar laurina n'augmente de taille que par la division cellulaire appelée mérèse alors que les autres Bourbons croissent aussi par auxèse, c'est-à-dire par l'étirement. Cependant, il est possible qu'une opération de sélection modifie la donne.
Quoi qu'il en soit, la variété présente plusieurs avantages. D'abord, la densité des feuilles permet aux cerises de mûrir lentement et de développer un taux de sucre plus important, ce qui entraîne en revanche un risque de moisissure plus élevé. Par ailleurs, les petites feuilles et les fruits verts sont solidement attachés aux branches, ce qui rend la variété adaptée à la collecte mécanique — les fruits qui ne sont pas encore mûrs ne risquent pas de tomber du fait d'un arrachage violent de ceux qui le sont.

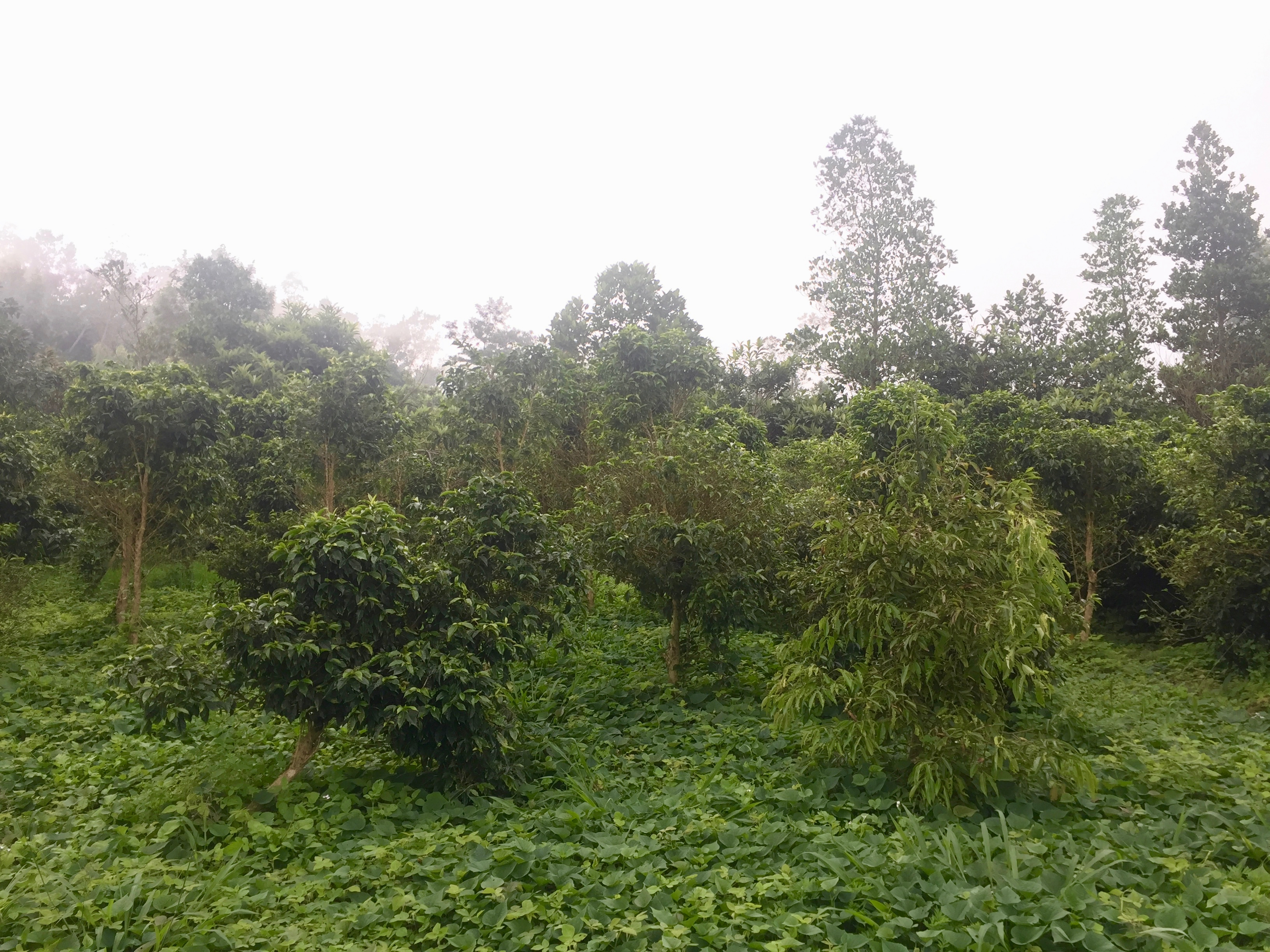
Des caféiers « Bourbon pointu » de la ferme Sliti, dans l'île de la Réunion.

Les fruits sont allongés, de taille moyenne (jusqu'à 15 par nœud), pointus aux deux extrémités. Un faible pourcentage de fruit (~5 %) sont à graine unique, ou à trois graines (~7 %).

### Gastronomie
La variété permet de produire un café se distinguant par une bonne acidité, une faible amertume mais surtout un faible taux de caféine. Il est de 0,4 à 0,75 % contre 1,2 à 1,6 % pour les arabicas, soit environ la moitié.
Le goût de la boisson est raffiné et délicat. Ses propriétés sensorielles sont exceptionnelles, notamment grâce à des notes fruitées très originales : orange, mandarine et même litchi dans certains lots. Il a suscité un grand enthousiasme parmi les testeurs impliqués dans le projet. Le spécialiste du café Yoshiaki Kawashima a quant à lui retenu le goût sucré, fruité et élégant de la première petite gorgée.
Au début de l'année 2007, la Specialty Coffee Association du Japon accorde au Bourbon pointu la distinction rare de « café premium », qui s'applique aux produits ne souffrant d'aucun défaut et présentant des saveurs marquées. C'est cette récompense qui a incité une entreprise japonaise à acheter une partie de la récolte avant même que la phase expérimentale du projet n'ait touché à sa fin.

## Histoire

### Origines

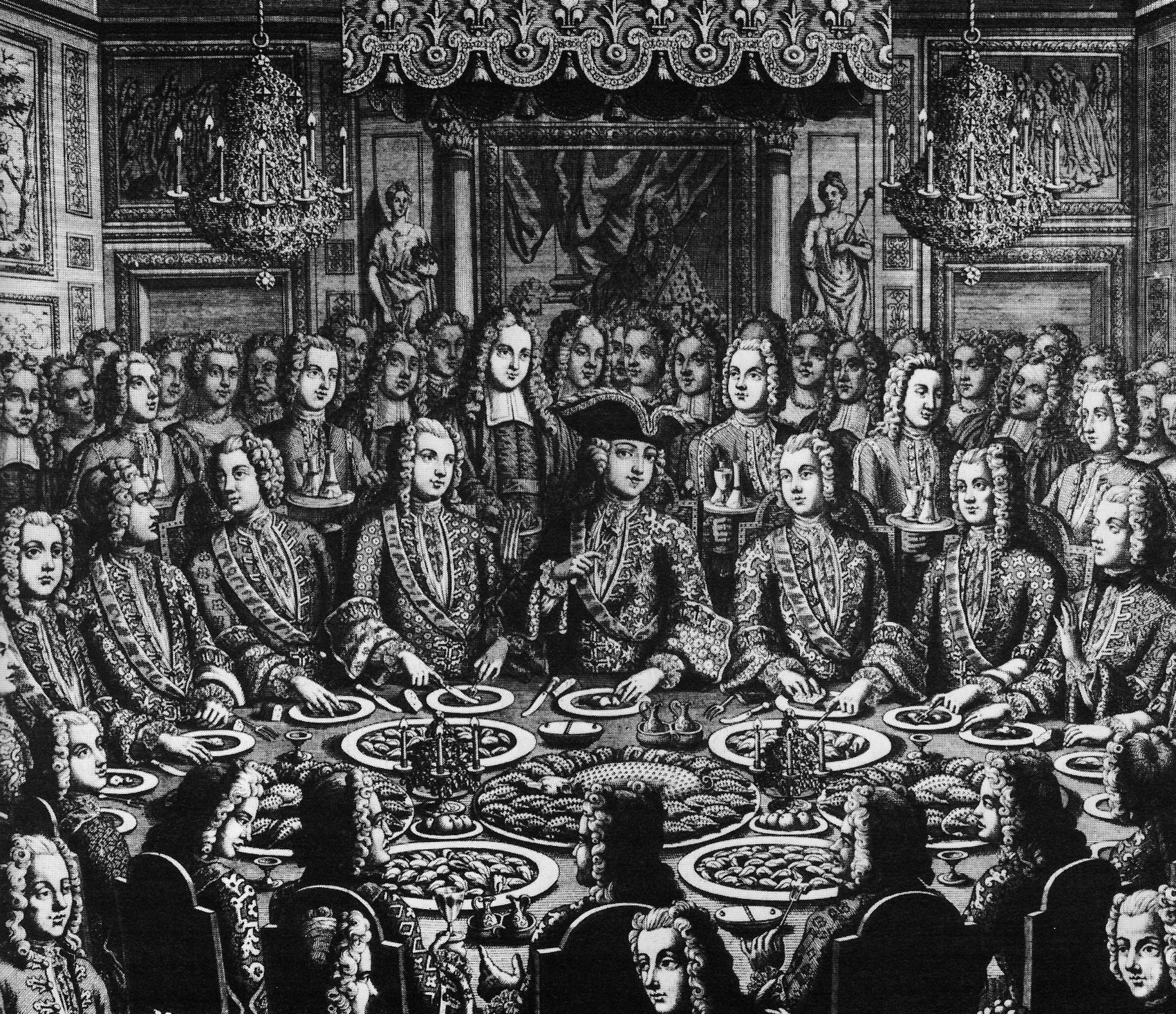
Louis XV attablé pour un repas.

Lorsque l'île Bourbon est divisée en concessions s'étendant du battant des lames au sommet des montagnes en plusieurs étages successifs, la culture du café s'étend au milieu de l'étage intermédiaire, consacré à l'agriculture. L'élevage s'étend sur l'étage supérieur et les cultures vivrières sur l'étage inférieur.
L'arôme délicat du café plait aux connaisseurs au XVIIIe siècle, notamment Louis XV. Au siècle suivant, Honoré de Balzac en aurait également été très friand.
Entre-temps, la production a atteint un pic de 4 000 tonnes en 1800. Par la suite, elle chute rapidement du fait d'une succession de catastrophes climatiques et de l'extension de la culture de la canne à sucre. Cette culture et celle du géranium associent en effet leurs effets à ceux des cyclones, de la consommation familiale et de la maladie qui frappe les caféiers à l'époque.
La culture est cependant introduite en Nouvelle-Calédonie par des frères maristes réunionnais à la suite de la prise de possession par la France de l'archipel océanien demandée par Napoléon III. C'est ainsi qu'en 1911 le spécialiste du café appelé Paul Jobin a pu découvrir que l'on vendait du café Leroy à Paris — commercialisé par un Martiniquais appelé Armogum, ce café venait de Nouvelle-Calédonie. Il établit des contacts avec la colonie, constitua une société appelée Havre Calédonienne et lança des campagnes publicitaires pour promouvoir la variété en France métropolitaine. C'est le début d'une période de quarante années fastes pour la culture du café dans l'archipel du Pacifique.
Cet âge d'or est interrompu dans le milieu des années 1950 par Hemileia vastatrix, un champignon responsable d'une maladie du caféier appelée rouille orangée. En outre, les plantations de la Nouvelle-Calédonie subissent une invasion de fourmis de feu, et la culture du café pointu y est abandonnée. Or, par ailleurs, la dernière cargaison a été exportée de La Réunion en 1942, en direction de la France métropolitaine. Elle ne comptait que 200 kilos. Par la suite, le Bourbon pointu y a disparu des registres. Aussi, tout le monde le pense éteint à jamais.

### Redécouverte
Des Japonais de passage dans l'île en août 1999 donnèrent l'idée aux autorités de relancer la production du Bourbon pointu. Parmi eux, Yoshiaki Kawashima, directeur du centre de recherche agricole d'UCC Ueshima Coffee Co., une entreprise japonaise qui produit des cafés du monde entier. Il entendit parler du Bourbon pointu pour la première fois durant la période qu'il passe au Salvador entre le milieu des années 1970 et 1981, quand éclata la Guerre civile. Depuis lors, il en a fait une obsession.
En 1999, il réalisa un voyage d'affaires en Afrique de l'Est et bénéficia d'une opportunité de visiter La Réunion. Il eut l'espoir fou de redécouvrir les plants de café tombés dans l'oubli mais dut aussi quitter cette dernière déçu de n'avoir rien trouvé : personne ne se souvient du Bourbon pointu. Certains habitants ont oublié que le département d'outre-mer a autrefois été une région productrice de café. L'un d'entre eux va jusqu'à amener Yoshiaki Kawashima dans un supermarché pour lui dire : « Il y a du café ici ».
Continuant ses recherches, il questionne des planteurs locaux et des responsables municipaux. Deux ans plus tard, il apprend qu'un vétérinaire a trouvé trente plants dans la nature. Dès lors, âgé d'un peu plus de quarante ans, fort de plusieurs expériences au service du développement du Jamaica Blue Mountain et du café Kona, deux variétés prestigieuses, Yoshiaki Kawashima va consacrer les huit années qui suivent à la remise en culture du Bourbon pointu et devenir la force motrice de ce projet.
Par la suite, les chercheurs du Centre de coopération internationale en recherche agronomique pour le développement retrouvent les plants dans les jardins créoles, où ils ont survécu plusieurs décennies. Un projet de relance de la culture est définitivement initié en août 2002.
De fait, d'un point de vue français, ce projet vient à point nommé à un moment où l'Agriculture de La Réunion cherche des productions de diversification et alors qu'elle est encouragée dans cette voie par le programme de diversification et d'agriculture durable soutenu par la Région Réunion et l'Union européenne.

### Relance

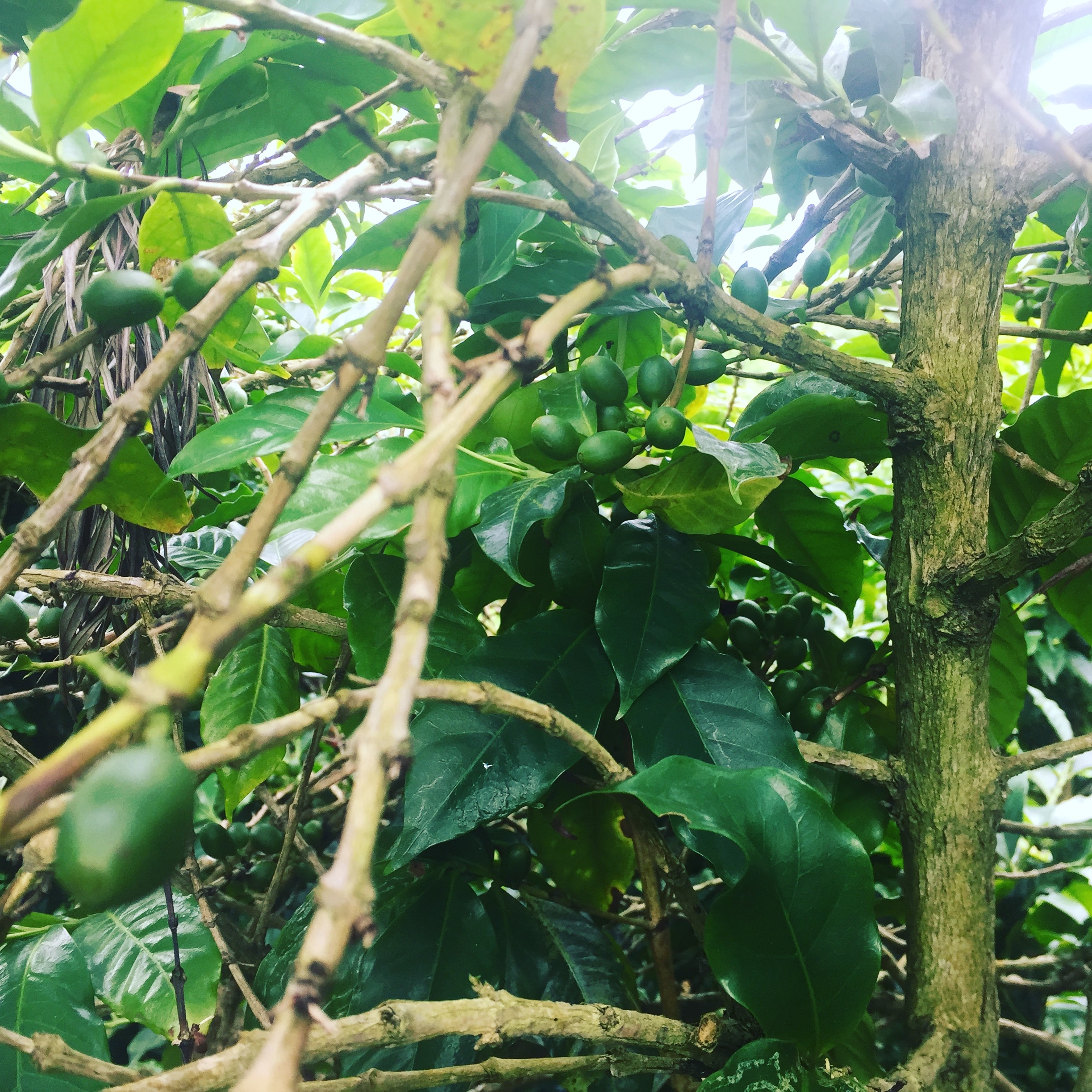
Coffea arabica cv. laurina, de la ferme Sliti, Saint Paul, île de la Réunion

Spécialiste du café agissant comme chercheur du CIRAD de Montpellier, surnommé « le pompier du café » par ses collègues, Frédéric Descroix est dépêché en mission  pour procéder à la sélection des agriculteurs expérimentateurs. Il en retient 90 dans toutes les régions plus ou moins humides de La Réunion, et notamment à Trois-Bassins, au Bois-de-Nèfles Saint-Paul, au Tampon, à La Plaine-des-Palmistes, à Petite-Île, à la Petite France, à Mont Vert les Hauts, dans les hauteurs de La Possession, à Sainte-Suzanne ou Saint-Benoît. La diversité des sites permet de tester une fermentation du café à huit degrés Celsius la nuit en certains lieux et à dix-sept ailleurs.
En octobre 2002, une centaine de caféières de mille mètres carrés chacune sont attribuées aux producteurs expérimentateurs, lesquels ont diversifié leurs cultures pour pouvoir faire face à l'échec des différents tests. La mise en place d'un cahier des charges engageant chaque agriculteur concerné est envisagée, et six d'entre eux se regroupent dans un mini-comité. Vingt-sept lignées sont identifiées puis plantées en 2003.
Le 7 mai 2003, une conférence présentant le projet à la Pyramide inversée en présence des producteurs retenus, des experts du CIRAD et des conseillers régionaux. Ce jour-là, le Président Paul Vergès assure dans son discours d'ouverture que « l'objectif est de replacer La Réunion sur le marché mondial du café à la même échelle que le Brésil, la Côte d'Ivoire et le Costa Rica », mais aussi que « le café réunionnais sera au plus haut niveau de ce qui est le plus apprécié par les amateurs... ». Néanmoins, l'historien Prosper Ève écrit alors que « l'effort pour relancer le café Bourbon pointu dans les années 1990 ne connaît pas à ce jour un franc succès »
Un an et demi plus tard, les grains de café sont récoltés pour la première fois par l'association loi de 1901 créée pour l'occasion : Caféiculteurs associés pour une filière économique à La Réunion, soit Café Réunion. Les premières cerises sont en effet récoltées en 2005. À ce moment-là, 107 caféières réparties dans toute l'île sont cultivées par 86 agriculteurs, en majorité des membres de l'association. 273 lots ont été traités à Ligne Paradis, où plusieurs méthodes sont testées, puis dégustés par 18 testeurs réunionnais en période de formation. Certains ont été envoyés au laboratoire d’analyses sensorielles à Montpellier pour être appréciés par un jury expert. Les produits les plus prometteurs sont obtenus dans certains terroirs de l'Ouest, du Sud et de Salazie.
En tout, les chercheurs du CIRAD ont passé cinq ans à conduire des recherches et mener des essais qui nécessitèrent la sélection des meilleures lignées. Cette phase expérimentale  s'acheva fin 2007. La récolte servit à valider les résultats obtenus au cours des trois précédentes années, qui furent climatiquement très différentes. C'est ainsi que les chercheurs  établirent une carte des meilleurs sites de culture et désigner de façon définitive les meilleures lignées afin de permettre la mise en place d'une chaîne de production en 2008.

## Filière

### Production

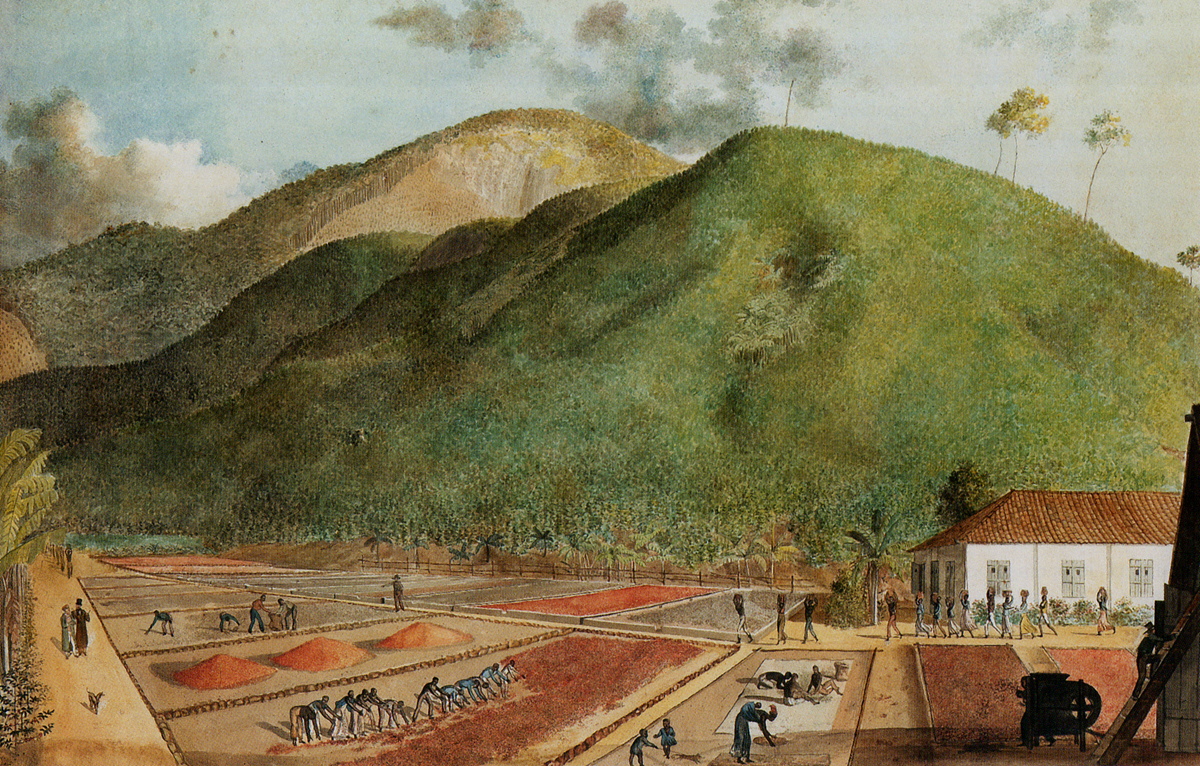
Aquarelle de Jean-Joseph Patu de Rosemont représentant une caféière à l'île Bourbon.

La culture du Bourbon pointu se fait par voie humide alors que les Réunionnais produisaient jusqu'alors leur café pour la consommation familiale par voie sèche. La production est assez faible. Le défi est désormais celui de la formation des planteurs, qui devront être entraînés à la culture du Bourbon pointu, qui requiert talent, expertise et minutie. Ils recevaient dès 2004 des formations de ce type, notamment sur le contrôle de la qualité produite.
Il faudra également assurer la protection du produit. Elle est prévue pour 2008 et devrait prendre la forme d'une appellation d'origine contrôlée. Il faudra également, d'ici à 2012, construire les infrastructures adaptées aux volumes produits pour traiter les grains, les torréfier et procéder à l'emballage.
La question se pose également en Nouvelle-Calédonie, où la culture a repris en même temps que celle d'autres variétés du café Bourbon importées d'Australie, en particulier sur la côte Ouest. Caldoches pour la plupart, les planteurs locaux ont été inspirés à la suite d'un voyage à Hawaii pendant lequel ils ont découvert que leurs homologues américains parvenaient à écouler du café à prix d'or aux touristes.

### Commercialisation

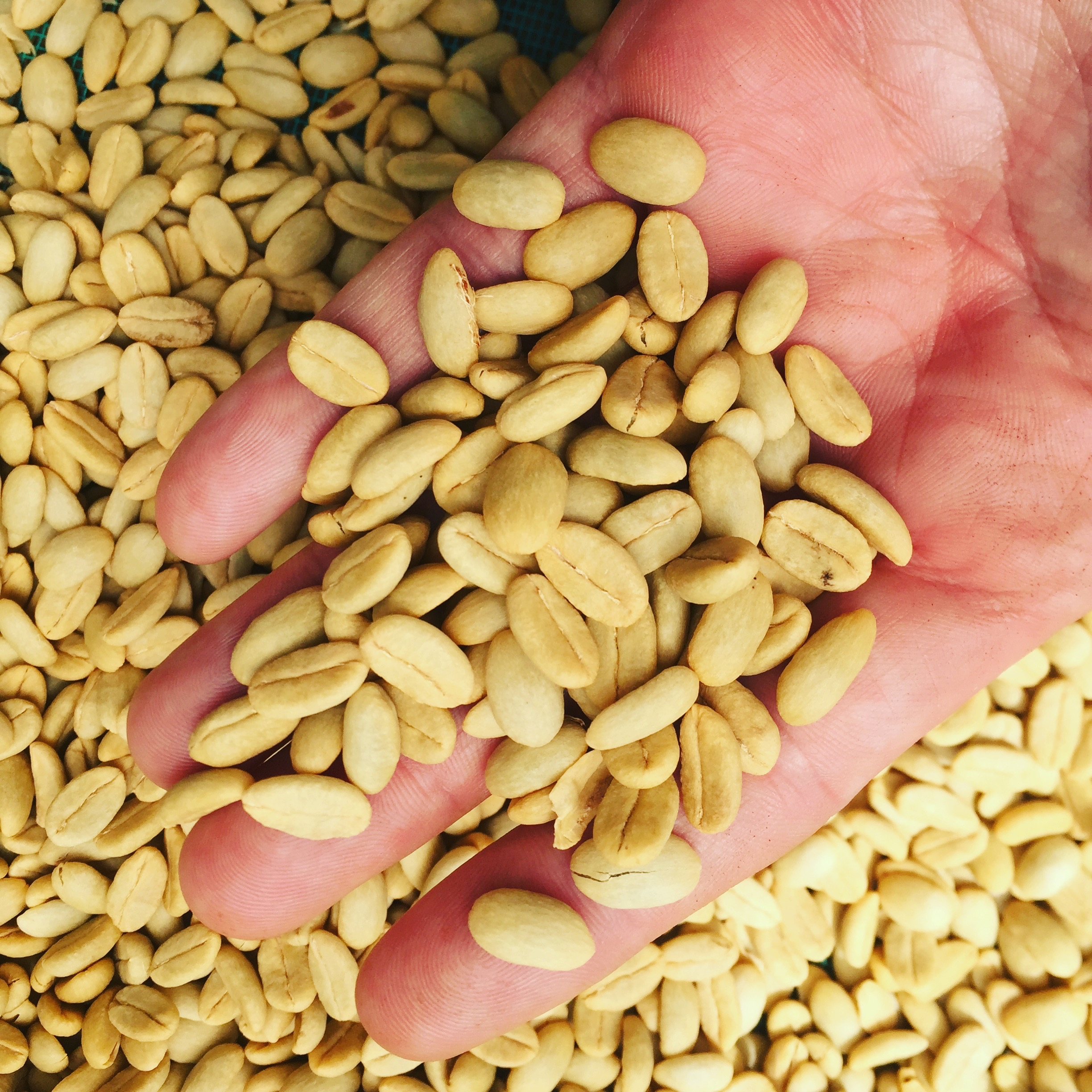
Des grains de Bourbon pointu lavés, ferme de Sliti, île de la Réunion.

La commercialisation des premiers paquets a été un succès. Elle a lieu au Japon dans cent points de vente d'UCC Ueshima Coffee Co. le 14 avril 2007 et concerne un peu plus de 2 200 paquets de cent grammes confectionnés à partir de deux tonnes de grains de café récoltés en 2006. À l'occasion de leur expédition hors de La Réunion, en janvier 2007, une cérémonie a été organisée. Pendant celle-ci, le préfet de La Réunion Pierre-Henry Maccioni a félicité Yoshiaki Kawashima en lui disant que s'il n'était pas venu sur l'île la culture du Bourbon pointu aurait disparu à jamais.
Le Bourbon pointu est l’un des cafés les plus chers du monde, derrière le Kopi Luwak, ce qui s'explique par sa rareté et le caractère endémique des plants requis pour la culture. Chaque paquet a été vendu 7 350 yens, ce qui représente environ 459 euros le kilogramme. C'est trois fois plus que le Jamaica Blue Mountain.
Ce tarif place le Bourbon pointu sur un marché de niche mais laisse par ailleurs penser qu'une chaîne de production pourra être mise en place à La Réunion puis se révéler viable d'un point de vue économique. Du fait de coûts de production trop élevés, le café ordinaire produit à La Réunion ne peut pas être inscrit sur le marché mondial du café, et ceci d'autant plus que ce café traditionnel a connu une crise mondiale au début des années 2000. En outre, l'enjeu est également le développement du tourisme à La Réunion. C'est ainsi que l'organisme chargé du développement touristique de l'île a déjà procédé à des visites de caféières produisant du Bourbon pointu pour des journalistes métropolitains invités sur place.

## Autres grands cafés de Nouvelle-Calédonie
- Bourbon jaune
- Bourbon rouge